# Капела Светих апостола Петра и Павла у Краљеву
Капела Светих апостола Петра и Павла у Краљеву, насељеном месту на територији општине Алексинац, припада Епархији нишкој Српске православне цркве.
Капела посвећена Светим апостолима Петру и Павлу подигнута је 1946. године на темељима спаљене цркве брвнаре.